# Nidda (település)
Nidda település Németországban, Hessen tartományban. Lakosainak száma 17 768 fő (2023. december 31.). Nidda Echzell és Ranstadt községekkel határos.

## Népesség
A település népességének változása:
| Lakosok száma | 17 334 | 17 285 | 17 314 | 17 650 | 17 768 |
|               | 2017   | 2019   | 2021   | 2022   | 2023   |